# Волошенко Інокентій Федорович
Волошенко Інокентій Федорович (псевдо: Петро Вовк, Павлов) (1848 або 1849 — січень 1909) — революційний діяч. Свояк В.Короленка. З родини чиновника. Народивс в м. Бердянськ. Навчався в Новоросійському університеті (Одеса), де захопився соціалістичними ідеями. Один із провідників гуртка «башенців». 1876, увільнений з університету, воював у Сербії проти Османської імперії, добровільно вступивши до Чорногорського батальйону. 1877 — серед засновників «Виконавчого комітету російської соціально-революційної партії», у групі В.Осинського. Учасник київської наради представників опозиційних сил 15(03) грудня 1878.
Заарештований у Києві 5 лютого (24 січ.) 1879 під іменем дворянина Олександра Вишнякова. 19(07) травня того ж року Київським військовим окружним судом позбавлений усіх прав стану й засланий на 10 років каторги. 1880 по дорозі до Сибіру втік, але через півтора місяця був затриманий. Іркутський губернський суд збільшив йому термін примусових робіт ще на 11 років.
До літа 1882 перебував у Карійській в'язниці (Нерчинська округа, Забайкалля, Росія), від осені до 16(04) липня наступного року — в Петропавловській фортеці, від 1884 — знову на Карі (од 1890 — у каторжній «вільній команді»), від 1896 — на Акатуйському руднику (теж Нерчинської округи). 1906 повернувся в Україну. Приєднався до есерів.
Помер у м. Полтава.